# 22010 Kuzmina
22010 Kuzmina è un asteroide troiano di Giove del campo greco. Scoperto nel 1999, presenta un'orbita caratterizzata da un semiasse maggiore pari a 5,0935362 au e da un'eccentricità di 0,0170822, inclinata di 1,40536° rispetto all'eclittica.
L'asteroide è dedicato alla biatleta russa naturalizzata slovacca Anastasija Kuz'mina, medaglia d'oro in tre edizioni olimpiche.